# Hellenia
 Ovo je glavno značenje pojma Hellenia. Za druga značenja pogledajte Hellenia (razdvojba).
Hellenia, biljni rod iz porodice Costaceae kojemu pripada pet vrsta raširenih u suptropskim i tropskim regijama, Azije i Queenslanda. 
Najpoznatija vrsta je krep, spiralni ili malajski đumbir, H. speciosa, zimzeleni je ljekoviti sukulent iz suptropske i tropske Azije i sjeveroistočnog Queenslanda. Zovu ga krep đumbir zbog cvjetova koji izgledaju poput krep papira.

## Vrste
1. Hellenia borneensis (A.D.Poulsen) Govaerts
2. Hellenia globosa (Blume) S.R.Dutta
3. Hellenia lacera (Gagnep.) Govaerts
4. Hellenia sopuensis (Maas & H.Maas) Govaerts
5. Hellenia speciosa (J.Koenig) S.R.Dutta

## Sinonimi
- Banksea J.Koenig
- Cheilocostus C.D.Specht
- Planera Giseke
- Pyxa Noronha
- Tsiana J.F.Gmel.